# El médico a palos
El médico a palos (en francés Le médecin malgré lui, literalmente El médico a su pesar) es una comedia-farsa de Molière en tres actos en prosa, representada por primera vez el 6 de agosto de 1666 en el Teatro del Palacio Real.
Molière, que estaba enfermo al escribir esta obra, hace patente en ella su desprecio por la medicina.

## Resumen
Sganarelle es un leñador que aprendió algunos rudimentos de medicina y de latín. Un día mientras intentaba cortar un árbol decidió tomarse un descanso, en eso su esposa Martina, con quien se llevaba mal, comienza a insultarlo con palabras y frases vulgares como «holgazán», «inútil», «hombre sin vergüenza», etcétera. Él, al escuchar tantas descalificaciones, decide golpear a Martina con un palo. 
Martina planea vengarse, cuando escucha a dos sirvientes hablar (Lucas y Valerio) de un hombre rico (Geronte) que pasan y mencionan su frustración por no poder encontrar un médico que pueda curar la misteriosa enfermedad de la hija de su amo.
Entonces Martina hace creer a Lucas y Valerio, que Sganarelle era uno muy bueno pero excéntrico, y que les mentiría diciéndoles que no lo era, y la única forma de hacer que lo admita, era golpeándolo a palos. Fueron con Sganarelle e hicieron lo que les dijo Martina, y tuvo que fingir ser médico para evitar que lo sigan golpeando. Lucinda, la hija de Geronte, no podía hablar, y Sganarelle inventaba curas y palabras en latín para mantener su apariencia, y como los demás ignoraban de latín y medicina, lo admiraban. En realidad, la mudez de Lucinda era fingida, porque su padre no quería dejarla casarse con Leandro, pues él no era rico. Leandro le cuenta esto a Sganarelle, quien a su vez le cuenta que no es médico. En un acto de bondad, Sganarelle le hace creer a Geronte que Leandro es su boticario, para que vaya con Lucinda y escapen. Al ver esto, Geronte manda a ahorcarlo. Llega Martina a buscar a su esposo y se encuentra con que van a matarlo. 
De pronto aparecen Leandro y Lucinda. Vienen a decirle a Geronte que Leandro ha heredado una fortuna de un tío que ha muerto. Geronte se alegra y lo acepta como yerno. 
Sganarelle se salva de la muerte y todos están felices. Sganarelle perdona a su mujer por los palos que le hizo sufrir debido a que ella elevó su condición al convertirlo en médico.

## Adaptaciones
Charles Gounod escribió una ópera basada en la obra de Molière, y con el mismo título, Le médecin malgré lui.
También hay varias películas que son adaptaciones de la obra de Molière:
- Le Médecin malgré lui, dirigida por Émile Chautard, 1910
- El médico a palos, dirigida por Sabino Antonio Micón, 1926
- Medico per forza, dirigida por Carlo Campogalliani, con Ettore Petrolini, 1931
- The Doctor in Spite of Himself, Hong Kong film, con Cheung Tat-ming, 1999

## Monólogo de Sganarelle
Gran parte de la obra consiste en los jactanciosos monólogos cómicos de Sganarelle. A continuación se muestra una traducción del discurso más famoso de Sganarelle, considerado uno de los más divertidos del teatro francés.

No, te digo; me hicieron médico a pesar mío. Nunca soñé con ser tan erudito, y todos mis estudios terminaron en la forma más baja. No puedo imaginar qué les puso ese capricho en la cabeza; pero cuando vi que estaban resueltos a obligarme a ser médico, me propuse serlo a expensas de los que tuviera que tratar. 

Sin embargo, difícilmente creerías cómo se ha extendido el error y cómo todos están obstinadamente decididos a ver en mí a un gran médico. Vienen a buscarme de derecha a izquierda; y si las cosas siguen así, creo que será mejor que me dedique a la medicina toda mi vida. Lo encuentro el mejor de los oficios; porque, tengamos razón o no, se nos paga igualmente bien. Nunca somos responsables del mal trabajo, y cortamos como nos place en las cosas en las que trabajamos. 

Un zapatero al hacer zapatos no puede estropear un trozo de cuero sin tener que pagarlo, pero nosotros podemos estropear a un hombre sin pagar un centavo por el daño causado. Las pifias no son nuestras, y la culpa es siempre del muerto. En resumen, lo mejor de esta profesión es que existe entre los muertos una honestidad, una discreción que nada puede superar; y nunca hasta ahora se ha sabido de uno que se haya quejado del médico que lo había matado.